# تازه‌آباد (کوزران)
تازه‌آباد نام روستایی در دهستان سنجابی در بخش کوزران در شهرستان کرمانشاه استان کرمانشاه است. بر اساس سرشماری سال ۱۳۸۵ این روستا ۱۷۰ نفر و ۳۹ خانوار جمعیت دارد.